# Cater 2 U
„Cater 2 U” – singel promujący czwarty album studyjny Destiny’s Child Destiny Fulfilled wydany w 2004 roku. Autorami tekstu i muzyki są: Beyoncé Knowles, Kelly Rowland, Michelle Williams, Rodney Jerkins, Ric Rude oraz Robert Waller (Knowles, Rude i Jerkins są również producentami tego utworu). Utwór został wydany latem 2005 jako czwarty i ostatni singel. Jest to 11 singel Destiny’s Child, który znalazł się w pierwszej dwudziestce najlepszych utworów na amerykańskiej liście Billboard Hot 100. Utwór został nominowany w 2 kategoriach Nagród Grammy: Najlepsza Piosenka R&B (Best R&B Song) oraz Najlepsze Wykonanie Wokalne w Duecie lub Grupie (Best R&B Performance by a Duo or Group with Vocals).
Dziewczyny wykonały tę piosenkę na gali BET Awards (w 2005 roku).

## Teledysk
Teledysk do utworu Cater 2 U wyreżyserował Jake Nava, a został nakręcony w większej części w Parku Stanowym Red Canyon w Kalifornii. Pierwszy raz teledysk pokazano w USA przez MTV 14 marca 2005.
Teledysk skupia uwagę widza głównie na scenerii i na scenach z udziałem zespołu, wliczając scenę pokazującą nagie piosenkarki. Każda z nich jest pokazana samotnie: Knowles na trampolinie, Williams na fotelu, a Rowlands na opuszczonej drodze. Sceną końcową teledysku jest scena, podczas której grupa śpiewa i tańczy. Koniec teledysku pokazuje trio stojące w grupie.
Praca kamery zawiera mnóstwo szybkich cięć i szybkich ruchów.

## Lista utworów
| USA digital maxi single 1. „Cater 2 U (Storch Remix Edit)” 2. „Cater 2 U (Storch Remix)” 3. „Cater 2 U (Storch Remix Instrumental)” 4. „Cater 2 U (Album Version)” 5. „Cater 2 U (Joshua Remix)” 6. „Cater 2 U (Grizz To The Club)” 7. „Cater 2 U (A Capella)” 8. „Cater 2 U (Luny Tunes Remix)” (Hidden) | US digital maxi single 1. „Cater 2 U (Album Version)” 2. „Cater 2 U (Grizz To The Club)” 3. „Cater 2 U (George Mena & Frank Estevez Dance Mix)” 4. „Cater 2 U (J. Beck Dance Mix)” 5. „Cater 2 U (J. Beck Club Mix)” |

## Oficjalne wersje
- „Cater 2 U” (Grizz To The Club)
- „Cater 2 U” (George Mena & Franke Estevez Dance Mix)
- „Cater 2 U” (J. Beck Dance Edit)
- „Cater 2 U” (J. Beck Club Mix)
- „Cater 2 U” (Dr. Octavo Shoestring Mix)
- „Cater 2 U” (Dr. Octavo Crew Body'n'Soul Mix)
- „Cater 2 U” (Scott Storch Remix)
- „Cater 2 U” (Scott Storch Remix) (feat Arceo)
- „Cater 2 U” (Scott Storch Remix Radio Edit)
- „Cater 2 U” (Scott Storch Remix Instrumental)
- „Cater 2 U” (Scott Storch Remix Lead Vocals)
- „Cater 2 U” (Joshua Remix)
- „Cater 2 U” (Chad Jack Remix)

## Pozycje na listach przebojów
| Lista (2005 r.)                  | Najwyższa pozycja |
| -------------------------------- | ----------------- |
| Australian ARIA Chart            | 15                |
| Dutch Top 40                     | 3                 |
| New Zealand Singles Chart        | 4                 |
| Billboard Hot 100                | 14                |
| Hot R&B/Hip-Hop Singles & Tracks | 3                 |
| Hot Dance Music/Club Play        | 5                 |

| Lista (2005 r.)               | Najwyższa pozycja |
| ----------------------------- | ----------------- |
| Billboard Hot 100 Airplay     | 8                 |
| Hot Dance Singles Sales       | 10                |
| Rhythmic Top 40               | 11                |
| Hot R&B/Hip-Hop Singles Sales | 34                |
| Hot Ringtones                 | 5                 |
| United World Chart            | 21                |